# 张克俭 (崇祯进士)
張克儉（1592年—1641年），字禹型，號鏡龕，山西潞安府長治縣人，群牧所籍，明末政治人物。累官湖廣僉事，擢河南巡撫，未及上任，張獻忠破襄陽，張克儉不屈而死。

## 生平
天啟元年（1621年）辛酉科山西鄉試舉人，崇禎四年（1631年）辛未科進士。兵部觀政，授河南輝縣知縣。六年（1633年）春，農民軍犯武安，守備曹鳴鶚戰死，既而犯輝縣。張克儉乘城固守，敵軍不能克，屯駐百泉書院，三日而去。張克儉遷兵部主事，被薦召對，稱旨。十二年（1639年）考選，歷兵部車駕司、職方司主事，擢湖廣岳州兵備僉事、改襄陽兵備僉事。東閣大學士楊嗣昌為督師以襄陽為軍府，張克儉深得其倚仗，加湖廣右參議。
十四年（1641年）二月，擢都察院右僉都御史、巡撫河南。未及上任，張獻忠虜獲楊嗣昌的特使，取得軍符，密令二十八騎改易官軍衣飾，持符入襄陽城。張克儉不能辨，半夜敵軍縱火焚襄王府，張克儉被殺。推官鄺曰廣、攝縣事李大覺、游擊黎民安皆殉職。

## 延伸阅读
[在维基数据编辑]
 《明史卷二百九十二》，出自《明史》